# Tanimbarpapegaaiamadine
De Tanimbarpapegaaiamadine (Erythrura tricolor) is een zangvogel uit de familie Estrildidae (prachtvinken).

## Verspreiding en leefgebied
Deze soort komt voor op Celebes en de Kleine Soenda-eilanden.